# Notgrundet (vid Kallvik, Helsingfors)
Notgrundet (finska: Nuottakari) är en ö i Finland.   Den ligger i kommunen Helsingfors i den ekonomiska regionen  Helsingfors  och landskapet Nyland, i den södra delen av landet, 13 km öster om huvudstaden Helsingfors.
Terrängen på Notgrundet är varierad.